# Richwin (Toul)
Richwin auch Ricuin (gestorben 1124) war von 1108 bis 1124 Bischof von Toul.

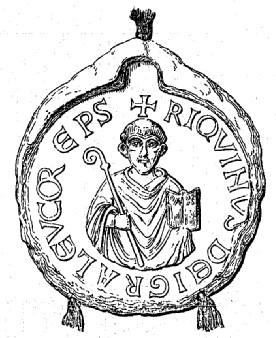
Siegel des Bischofs Richwin de Commercy

## Leben
Er stammte aus dem Adelsgeschlecht Commercy. Er war Domherr in Toul und hatte das Amt des Primicerius und des Großarchidiakons inne. Auch war er Propst von St. Gangolf.
Er wurde von den Reformkräften im Touler Domkapitel zum Nachfolger Pibos gewählt. Er hat die Weihe durch Erzbischof Bruno von Trier, der Anhänger Heinrichs V. war,  hinausgezögert. Der Kaiser selbst hat ihn offenbar rasch anerkannt. Trotz der antipäpstlichen Politik Heinrichs in den Jahren 1111–1114 ist mehrfach die Nähe Richwins zum Kaiser bezeugt. Im Jahr 1114 etwa gewährte Heinrich Bischof Richwin das Münzrecht in der Stadt Toul und die Berechtigung, bei Bedarf den Adel seiner Grafschaft einzuberufen.
Erst als Heinrich mit Gregor VIII. einen Gegenpapst installiert hat, ging Richwin ins Lager des Papstes über. Er hat 1119 Calixt II. in Poitiers selbst getroffen. Er nahm auch an der Synode von Reims im selben Jahr teil, wo der Kaiser erneut gebannt wurde. Wie er zum Wormser Konkordat stand, ist nicht bekannt.
Innerhalb seiner Diözese setzte er die kirchen- und klosterreformerische Tätigkeit seiner Vorgänger fort. Zahlreiche Urkunden zu Gunsten geistlicher Institutionen zeugen davon. Er stand auch in Kontakt mit Bernhard von Clairvaux.
Begraben wurde er in der Kathedrale von Toul.